# Stabat Mater (Vivaldi)
Stabat Mater (RV 621 in f moll) italského barokního skladatele Antonia Vivaldiho je skladba pro orchestr a ženský hlas (kontraalt) z roku 1712. Premiéra díla se odehrála 18. března 1712 v Brescii.

## Historie
V roce 1711 dostal Antonio Vivaldi zakázku ke zkomponování skladby k poctě Panny Marie, zadavatelem byla farnost kostela Santa Maria della Pace v Brescii, rodném městě jeho otce, Giovanniho Battisty Vivaldiho. Premiéra skladby se konala 18. března 1712 v témže kostele, u příležitosti svátku Sedmi bolestí Panny Marie.
Poté Vivaldiho Stabat Mater na 200 let upadlo v zapomnění. Znovu bylo objeveno v polovině 20. století, jako mnoho jiných jeho skladeb. V září 1939 novou premiéru díla provedl Alfredo Casella v Sieně v rámci Vivaldiovských slavností Settimana Vivaldiana (Vivaldovský týden).

## Charakteristika
Vivaldiho skladba je menšího rozsahu než například Stabat Mater G. B. Pergolesiho, neboť je napsána jen pro jeden sólový hlas (kontraalt) a původní text sekvence Stabat mater dolorosa o dvaceti slokách připisovaný mnichu Jacoponemu da Todi, je zkrácen na polovinu.

## Struktura díla
Skladba má devět částí:
1. Stabat Mater dolorosa - Largo
2. Cuius animam gementem - Adagissimo
3. O quam tristis et afflicta - Andante
4. Quis est homo - Largo
5. Quis non posset contristari - Adagissimo
6. Pro peccatis suae gentis - Andante
7. Eia Mater, fons amoris - Largo
8. Fac ut ardeat cor meum - Lento
9. Amen - Allegro